# Electroforesis de afinidad

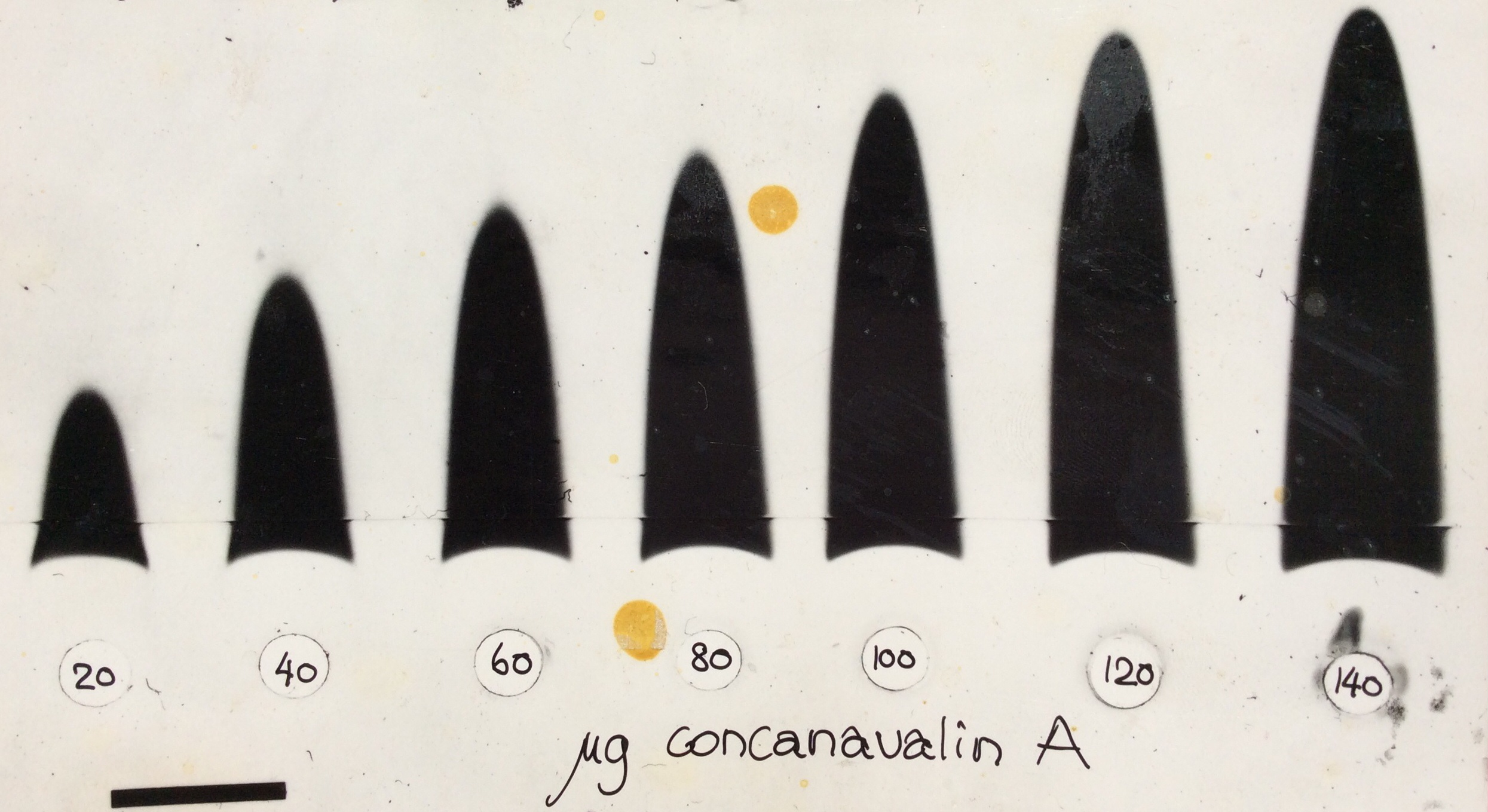
El principio cuantitativo de la electroforesis por afinidad se ilustra con electroforesis a pH 8,6 de concanavalina A en un gel de agarosa que contiene suero sanguíneo (3,6 microlitros por cm cuadrado). La barra indica 1 cm. Electroforesis realizada durante la noche a menos de 10 V/cm. El análisis se realizó a principios de la década de 1970 en el Laboratorio de Proteínas.

Electroforesis de afinidad es un nombre general para muchos métodos analíticos utilizados en bioquímica y biotecnología. Se puede obtener información tanto cualitativa como cuantitativa mediante electroforesis de afinidad.  La electroforesis cruzada, el primer método de electroforesis por afinidad, fue creado por Nakamura et al. Los complejos enzima-sustrato se han detectado mediante electroforesis cruzada.      Los métodos incluyen el llamado ensayo de cambio de movilidad electroforética, electroforesis por cambio de carga y electroforesis capilar de afinidad.  Los métodos se basan en cambios en el patrón electroforético de las moléculas (principalmente macromoléculas) mediante interacción bioespecífica o formación de complejos. La interacción o unión de una molécula, cargada o descargada, normalmente cambiará las propiedades electroforéticas de una molécula.   Las proteínas de membrana pueden identificarse mediante un cambio en la movilidad inducido por un detergente cargado. Los ácidos nucleicos o fragmentos de ácidos nucleicos pueden caracterizarse por su afinidad con otras moléculas. Los métodos se han utilizado para la estimación de constantes de unión, como por ejemplo en electroforesis de afinidad de lectinas o caracterización de moléculas con características específicas como contenido de glucano o unión a ligando.  Para enzimas y otras proteínas de unión a ligandos, se puede utilizar electroforesis unidimensional similar a la contraelectroforesis o a la "inmunoelectroforesis en cohete", o la electroforesis de afinidad como una cuantificación alternativa de la proteína.  Algunos de los métodos son similares a la cromatografía de afinidad mediante el uso de ligandos inmovilizados.

## Tipos y métodos
Actualmente, se están realizando investigaciones para desarrollar nuevas formas de utilizar el conocimiento ya asociado con la electroforesis de afinidad para mejorar su funcionalidad y velocidad, así como intentos de mejorar los métodos ya establecidos y adaptarlos para realizar tareas específicas.

### Electroforesis en gel de agarosa

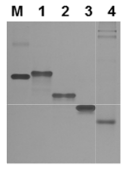
Un ejemplo de gel de agarosa después de la electroforesis.

Un tipo de ensayo de cambio de movilidad electroforética (AMSA), la electroforesis en gel de agarosa se utiliza para separar los complejos de aminoácidos unidos a proteínas de los aminoácidos libres. Usando un voltaje bajo (~10 V/cm) para minimizar el riesgo de daño por calor, la electricidad pasa a través de un gel de agarosa. Cuando se disuelve en una solución tamponada caliente (50 a 55 grados Celsius), produce una solución viscosa, pero cuando se enfría, se solidifica como un gel. Mediante este método se separan las proteínas séricas, la hemoglobina, los ácidos nucleicos, los productos de la reacción en cadena de la polimerasa, etc. Los grupos sulfato fijos de agarosa pueden provocar una electroendosmosis mejorada, lo que reduce la resolución de la banda. El uso de gel de agarosa ultrapuro con poco contenido de sulfato puede evitar esto.

### Electroforesis rápida en gel de agarosa
Esta técnica utiliza un alto voltaje (≥ 20 V/cm) con un tampón Tris-borato 0,5× a través de un gel de agarosa.  Este método se diferencia de la electroforesis en gel de agarosa tradicional al utilizar un voltaje más alto para facilitar un tiempo de ejecución más corto y producir una resolución de banda más alta. Otros factores incluidos en el desarrollo de la técnica de electroforesis rápida en gel de agarosa son el espesor del gel y el porcentaje de agarosa dentro del gel.

### Electroforesis de afinidad de boronato
La electroforesis por afinidad de boronato utiliza geles de acrilamida con infusión de ácido borónico para purificar NAD-RNA. Esta purificación permite a los investigadores medir fácilmente la actividad cinética de las enzimas decapadoras de NAD-RNA. 

### Electroforesis capilar de afinidad
La electroforesis capilar de afinidad (ACE) se refiere a una serie de técnicas que se basan en interacciones de unión específicas y no específicas para facilitar la separación y la detección a través de un enfoque de formulario de acuerdo con la teoría de la electromigración.   Utilizando las interacciones intermoleculares entre moléculas que ocurren en solución libre o movilizadas sobre un soporte sólido, ACE permite la separación y cuantificación de concentraciones de analitos y constantes de unión y disociación entre moléculas.   Como sondas de afinidad en CAE, se emplean compuestos marcados con fluoróforos con afinidades por las moléculas diana.  Con ACE, los científicos esperan desarrollar candidatos a fármacos de unión fuerte, comprender y medir la actividad enzimática y caracterizar las cargas de las proteínas.  La electroforesis capilar de afinidad se puede dividir en tres técnicas distintas: electroforesis de no equilibrio de mezclas de muestras equilibradas, ACE de equilibrio dinámico y ACE basada en afinidad. 
La electroforesis en desequilibrio de mezclas de muestras equilibradas se utiliza generalmente en la separación y el estudio de interacciones de unión de proteínas grandes e implica combinar tanto el analito como su molécula receptora en una muestra premezclada.
Estas moléculas receptoras a menudo toman la forma de sondas de afinidad que consisten en moléculas marcadas con fluoróforos que se unirán a las moléculas objetivo que se mezclan con la muestra que se está analizando.  Esta mezcla y sus complejos posteriores se separan luego mediante electroforesis capilar.  Debido a que la mezcla original de analito y molécula receptora estaban unidas en equilibrio, la lenta disociación de estas dos moléculas unidas durante el experimento electroforético dará como resultado su separación y un cambio posterior en el equilibrio hacia una mayor disociación.  El patrón de mancha característico producido por la lenta liberación del analito del complejo durante el experimento se puede utilizar para calcular la constante de disociación del complejo. 
La ACE de equilibrio dinámico implica la combinación del analito que se encuentra en la muestra y su molécula receptora que se encuentra en la solución tamponada en el tubo capilar de modo que la unión y la separación solo ocurren en el instrumento.  Para la electroforesis capilar de afinidad en equilibrio dinámico se supone que la unión ligando-receptor se produce rápidamente cuando se mezclan el analito y el tampón. Las constantes de unión generalmente se derivan de esta técnica basándose en el cambio de migración máxima del receptor que depende de la concentración del analito en la muestra. 
La electroforesis capilar basada en afinidad, también conocida como cromatografía de electroafinidad capilar (CEC), implica la unión del analito en la muestra a una molécula receptora inmovilizada en la pared capilar, microperlas o microcanales.  CEC ofrece la mayor eficacia de separación de las tres técnicas ACE, ya que los componentes de la muestra sin matriz se eliminan por lavado y luego el ligando se libera y analiza. 
La electroforesis capilar de afinidad aprovecha las ventajas de la electroforesis capilar y las aplica al estudio de las interacciones de proteínas.  ACE es ventajoso porque tiene una alta eficiencia de separación, tiene un tiempo de análisis más corto, puede ejecutarse a pH fisiológico e implica un bajo consumo de ligando/moléculas.   Además, no es necesario conocer la composición de la proteína de interés para realizar estudios de ECA.  Sin embargo, la principal desventaja es que no proporciona mucha información estequiométrica sobre la reacción que se está estudiando. 

### Electroforesis en gel de poliacrilamida con trampa de afinidad
La electroforesis en gel de poliacrilamida con trampa de afinidad (PAGE) se ha convertido en uno de los métodos más populares de separación de proteínas. Esto no solo se debe a sus cualidades de separación, sino también a que puede usarse junto con una variedad de otros métodos analíticos, como la espectrometría de masas y la transferencia Western.  Además de ayudar a aislar y purificar proteínas de muestras biológicas, se prevé que AT-PAGE sea útil en análisis de variaciones en la expresión de proteínas particulares, así como en investigaciones de modificaciones postraduccionales de proteínas.  Este método utiliza un enfoque de dos pasos. Primero, se pasa una muestra de proteína a través de un gel de poliacrilamida mediante electroforesis. Luego, la muestra se transfiere a un gel de poliacrilamida diferente (el gel trampa de afinidad) donde se inmovilizan las sondas de afinidad. Las proteínas que no tienen afinidad por las sondas de afinidad pasan a través del gel de trampa de afinidad, y las proteínas con afinidad por las sondas quedarán "atrapadas" por las sondas de afinidad inmóviles. Luego, estas proteínas atrapadas se visualizan e identifican mediante espectrometría de masas después de la digestión en gel. 

### Electroforesis por afinidad con fosfatos
La electroforesis de afinidad con fosfato utiliza una sonda de afinidad que consiste en una molécula que se une específicamente a iones de fosfato divalentes en una solución acuosa neutra, conocida como "Phos-Tag". Este método también utiliza un gel de separación hecho de un monómero Phos-Tag colgante de acrilamida que está copolimerizado. Las proteínas fosforiladas migran lentamente en el gel en comparación con las proteínas no fosforiladas. Esta técnica brinda al investigador la capacidad de observar las diferencias en los estados de fosforilación de cualquier proteína determinada.  Esta técnica permite la detección de bandas distintas incluso en moléculas de proteínas que tienen la misma cantidad de residuos de aminoácidos fosforilados pero que están fosforilados en diferentes ubicaciones de aminoácidos.  